# Russell Todd
Russel Todd (Albany, Nueva York, 14 de marzo de 1958) es un exactor de cine y televisión estadounidense.

## Biografía
Russel Todd Goldberg nació el 14 de marzo de 1958 en Albany, Nueva York. Se graduó de secundaria en 1976 y comenzó su carrera de modelaje desde muy joven debido a su excelente físico, su rostro angelical y sus ojos claros, que fueron utilizados en muchas campañas publicitarias y en pasarelas. Con el tiempo se aproximaría a la pantalla grande luego de estudiar actuación y teatro.

## Televisión
Apareció por primera vez en la pequeña pantalla estadounidense el año 1985 en algunos episodios de Riptide en el personaje de «Tony Guirilini».
En 1982 apareció como «Jordy Clegg» en Capitol, y en 1986 como «James» en Throb.
En 1987 vino una participación en High Mountain Rangers como «Jim Cutler», y ese mismo año también hizo Jake and the Fatman.
En 1989 apareció en el piloto de la serie Jesse Hawkes.
Desde 1990 hasta 1992 actuó como «Jamie Frame» en Another World.
Luego en 1993 le siguió The Young and the Restless encarnando a «Brad Carlton».
Su última actuación fue en The Bold and the Beautiful en 1995.

## Cine
Todd debutó en cines con el thriller de terror He Knows You're Alone de 1980 haciendo un pequeño papel de un chico en el auto.
En 1981 se hizo conocido con la secuela de horror Friday the 13th Part 2 personificando a «Scott», una de las víctimas de Jason Voorhees.
En 1984 hizo el papel de Scott Nash en Where the Boys Are, un remake del original de 1960.
En 1986 volvió con Rick Stanton en el film de terror Chopping Mall, también conocido como Killbots.
Durante 1990 actuó en tres películas: como Clay Jordan en Border Shootout, como Nick en Face the Edge, y como Del en Sweet Murder.
Su última actuación en la pantalla grande fue en Club V.R. como Tam.

## Actualidad
Todd dejó de actuar en 1997 y ahora dirige una agencia para operadores de Steadicam y 'A' y 'B' operadores de cámara.
Hizo una aparición de autógrafos en el número de mayo de 2005 de la Convención de Viernes 13, His Name Was Jason: 30 Years of Friday the 13th, en Los Ángeles, California.